# Ђано (Перуђа)
Ђано је насеље у Италији у округу Перуђа, региону Умбрија.
Према процени из 2011. у насељу је живело 200 становника. Насеље се налази на надморској висини од 528 м.